# Xạ Hồng
Xạ Hồng chữ Hán giản thể: 射洪市, Hán Việt: Xạ Hồng thị) là một thành phố cấp huyện thuộc địa cấp thị Toại Ninh, tỉnh Tứ Xuyên, Cộng hòa Nhân dân Trung Hoa. Thành phố này có diện tích 1.497 km², dân số năm 2002 là 1,04 triệu người. Từ Xạ Hồng đi Trùng Khánh mất 3 tiếng ô tô, đến Miên Dương mất 1 tiếng ô tô, đến trung tâm Toại Ninh mất 1 tiếng ô tô. Xạ Hồng có địa hình chủ yếu là đồi núi, đất chật người đông. Xạ Hồng là quê hương của nhà thơ Trần Tử Ngang thời nhà Đường.